# Temporada da IndyCar Series de 2007
A Temporada da IRL IndyCar Series de 2007 começou com uma corrida noturna no sábado, 24 de março no Homestead-Miami Speedway. O principal evento da temporada, a 91ª edição das 500 Milhas de Indianápolis, foi realizado em 27 de maio. A última corrida da temporada foi realizada no Chicagoland Speedway em 9 de setembro. Dario Franchitti, que venceu quatro corridas durante a temporada, incluindo a Indy 500, conquistou o campeonato na última volta da última corrida, vencendo a corrida depois que o líder do campeonato Scott Dixon ficou sem combustível enquanto liderava com menos de ⅓ para o fim da prova.
No final da temporada, Danica Patrick foi eleita como a Piloto Mais Popular pelo terceiro ano consecutivo.
Todas as corridas no Estados Unidos foram exibidas nos canais da ESPN. Além disso, todas as corridas foram transmitidas ao vivo pela IMS Radio Network, pela XM IndyCar Channel 145 e simultaneamente no XM Sports Nation. No Brasil, as corridas foram exibidas pela Rede Bandeirantes em TV aberta e pelo BandSports em TV fechada.
2007 foi a décima segunda temporada da IRL IndyCar Series, e parte da 96ª temporada reconhecida da principal categoria de open-wheel americana. Foi a última temporada independente da IndyCar Series antes da unificação da IRL com a Champ Car em 2008. Também marcou a 50ª temporada de participação de A.J. Foyt nas corridas de IndyCar.

## Calendário
| Prova | Título Oficial do GP da IndyCar Series | Circuito                        | Local           | Data           | Horário (ET) |
| ----- | -------------------------------------- | ------------------------------- | --------------- | -------------- | ------------ |
| 1     | XM Satellite Radio Indy 300            | Homestead-Miami Speedway        | Homestead       | 24 de março    | 20:00        |
| 2     | Honda Grand Prix of St. Petersburg     | Ruas de São Petersburgo         | São Petersburgo | 1 de abril     | 14:30        |
| 3     | Indy Japan 300                         | Twin Ring Motegi                | Motegi          | 21 de abril    | 12:00        |
| 4     | Kansas Lottery Indy 300                | Kansas Speedway                 | Kansas          | 29 de abril    | 16:30        |
| 5     | 91st Indianapolis 500                  | Indianapolis Motor Speedway     | Speedway        | 27 de maio     | 13:00        |
| 6     | ABC Supply Company A.J. Foyt 225       | The Milwaukee Mile              | West Allis      | 3 de junho     | 16:00        |
| 7     | Bombardier Learjet 550                 | Texas Motor Speedway            | Fort Worth      | 9 de junho     | 21:30        |
| 8     | Iowa Corn Indy 250                     | Iowa Speedway                   | Newton          | 24 de junho    | 13:00        |
| 9     | SunTrust Indy Challenge                | Richmond International Raceway  | Richmond        | 30 de junho    | 19:30        |
| 10    | Camping World Watkins Glen Grand Prix  | Watkins Glen International      | Watkins Glen    | 8 de julho     | 15:30        |
| 11    | Firestone Indy 200                     | Nashville Superspeedway         | Lebanon         | 15 de julho[1] | 13:00        |
| 12    | Honda 200                              | Mid-Ohio Sports Car Course      | Lexington       | 22 de julho    | 13:30        |
| 13    | Firestone Indy 400                     | Michigan International Speedway | Brooklyn        | 5 de agosto    | 12:00        |
| 14    | Meijer Indy 300                        | Kentucky Speedway               | Sparta          | 11 de agosto   | 18:30        |
| 15    | Motorola Indy 300                      | Infineon Raceway                | Sonoma          | 26 de agosto   | 15:30        |
| 16    | Detroit Indy Grand Prix                | Corrida no Belle Isle Park      | Detroit         | 2 de setembro  | 15:30        |
| 17    | Peak Antifreeze Indy 300               | Chicagoland Speedway            | Joliet          | 9 de setembro  | 15:30        |

- Circuitos ovais
- Circuitos de rua temporários
- Circuitos mistos permanentes

Notas
- 1 ^ A corrida estava marcada originalmente para ocorre dia 14 de julho (sábado) às 21:00, porém por causa da chuva a corrida foi trasferida para dia 15 de julho às 13:00.

## Pilotos e Equipes
| Equipe                          | Chassis | Motor | Pneu | Nº | Pilotos              | Corridas         |
| ------------------------------- | ------- | ----- | ---- | -- | -------------------- | ---------------- |
| Team Penske                     | Dallara | Honda | F    | 3  | Hélio Castroneves    | 1-17             |
| Team Penske                     | Dallara | Honda | F    | 6  | Sam Hornish, Jr.     | 1-17             |
| Chip Ganassi Racing             | Dallara | Honda | F    | 9  | Scott Dixon          | 1-17             |
| Chip Ganassi Racing             | Dallara | Honda | F    | 10 | Dan Wheldon          | 1-17             |
| Panther Racing                  | Dallara | Honda | F    | 4  | Vitor Meira          | 1-17             |
| Panther Racing                  | Dallara | Honda | F    | 33 | John Andretti        | 5                |
| Panther Racing                  | Dallara | Honda | F    | 55 | Kosuke Matsuura      | 1-17             |
| Panther Racing                  | Dallara | Honda | F    | 60 | Hideki Mutoh (R)     | 17               |
| Andretti-Green Racing           | Dallara | Honda | F    | 7  | Danica Patrick       | 1-17             |
| Andretti-Green Racing           | Dallara | Honda | F    | 11 | Tony Kanaan          | 1-17             |
| Andretti-Green Racing           | Dallara | Honda | F    | 26 | Marco Andretti       | 1-17             |
| Andretti-Green Racing           | Dallara | Honda | F    | 27 | Dario Franchitti     | 1-17             |
| Andretti-Green Racing           | Dallara | Honda | F    | 39 | Michael Andretti     | 5                |
| Rahal Letterman Racing          | Dallara | Honda | F    | 8  | Scott Sharp          | 1-17             |
| Rahal Letterman Racing          | Dallara | Honda | F    | 17 | Jeff Simmons         | 1-11             |
| Rahal Letterman Racing          | Dallara | Honda | F    | 17 | Ryan Hunter-Reay (R) | 12-17            |
| Vision Racing                   | Dallara | Honda | F    | 2  | Tomas Scheckter      | 1-17             |
| Vision Racing                   | Dallara | Honda | F    | 20 | Ed Carpenter         | 1-17             |
| Vision Racing                   | Dallara | Honda | F    | 22 | A. J. Foyt IV        | 1-17             |
| Vision Racing                   | Dallara | Honda | F    | 02 | Davey Hamilton       | 5                |
| A. J. Foyt Racing               | Dallara | Honda | F    | 14 | Darren Manning       | 1-17             |
| A. J. Foyt Racing               | Dallara | Honda | F    | 50 | Al Unser, Jr.        | 5                |
| Dreyer & Reinbold Racing        | Dallara | Honda | F    | 5  | Sarah Fisher         | 1-17             |
| Dreyer & Reinbold Racing        | Dallara | Honda | F    | 15 | Buddy Rice           | 1-17             |
| Dreyer & Reinbold Racing        | Dallara | Honda | F    | 24 | Roger Yasukawa       | 5                |
| Roth Racing                     | Dallara | Honda | F    | 25 | Marty Roth           | 1, 4-5, 17       |
| Roth Racing                     | Dallara | Honda | F    | 76 | P. J. Chesson        | 17               |
| SAMAX Motorsport                | Dallara | Honda | F    | 23 | Milka Duno (R)       | 4-5, 7-9, 13, 17 |
| CURB/Agajanian/Beck Motorsports | Dallara | Honda | F    | 98 | Alex Barron          | 1, 4-5           |
| Racing Professionals            | Dallara | Honda | F    | 19 | Jon Herb             | 5, 7, 13         |
| Sam Schmidt Motorsports         | Dallara | Honda | F    | 99 | Buddy Lazier         | 5                |
| Playa Del Racing                | Panoz   | Honda | F    | 21 | Jaques Lazier        | 5                |
| Playa Del Racing                | Panoz   | Honda | F    | 31 | Phil Giebler (R)     | 5                |
| Chastain Motorsports            | Panoz   | Honda | F    | 77 | Roberto Moreno       | 5                |
| Chastain Motorsports            | Panoz   | Honda | F    | 77 | Stéphan Grégoire     | 5                |
| Hemelgarn Racing                | Dallara | Honda | F    | 91 | Richie Hearn         | 5                |
| Luczo-Dragon Racing             | Dallara | Honda | F    | 12 | Ryan Briscoe         | 5                |
| PDM Racing                      | Panoz   | Honda | F    | 18 | Jimmy Kite           | 5                |
| Team Leader/Dollander Racing    | Dallara | Honda | F    | 40 | P. J. Jones          | 5                |

- (R) - Rookie
- Pilotos que disputaram todas as corridas
- Pilotos que disputaram parcialmente a temporada
- Pilotos que disputaram apenas treinos
- Corridas em que o piloto não se qualificou

## Resultados
| GP | Grande Prêmio   | Pole Position     | Líder por mais voltas | Vencedor          | Equipe         | Descrição |
| -- | --------------- | ----------------- | --------------------- | ----------------- | -------------- | --------- |
| 1  | Miami           | Dan Wheldon       | Dan Wheldon           | Dan Wheldon       | Chip Ganassi   | Descrição |
| 2  | São Petersburgo | Hélio Castroneves | Hélio Castroneves     | Hélio Castroneves | Penske         | Descrição |
| 3  | Motegi          | Hélio Castroneves | Dan Wheldon           | Tony Kanaan       | Andretti-Green | Descrição |
| 4  | Kansas          | Tony Kanaan       | Dan Wheldon           | Dan Wheldon       | Chip Ganassi   | Descrição |
| 5  | Indianápolis    | Hélio Castroneves | Tony Kanaan           | Dario Franchitti  | Andretti-Green | Descrição |
| 6  | Milwaukee       | Hélio Castroneves | Hélio Castroneves     | Tony Kanaan       | Andretti-Green | Descrição |
| 7  | Texas           | Scott Sharp       | Sam Hornish Jr.       | Sam Hornish Jr.   | Penske         | Descrição |
| 8  | Iowa            | Scott Dixon       | Dario Franchitti      | Dario Franchitti  | Andretti-Green | Descrição |
| 9  | Richmond        | Dario Franchitti  | Dario Franchitti      | Dario Franchitti  | Andretti-Green | Descrição |
| 10 | Watkins Glen    | Hélio Castroneves | Scott Dixon           | Scott Dixon       | Chip Ganassi   | Descrição |
| 11 | Nashville       | Scott Dixon       | Scott Dixon           | Scott Dixon       | Chip Ganassi   | Descrição |
| 12 | Mid-Ohio        | Hélio Castroneves | Hélio Castroneves     | Scott Dixon       | Chip Ganassi   | Descrição |
| 13 | Michigan        | Dario Franchitti  | Dario Franchitti      | Tony Kanaan       | Andretti-Green | Descrição |
| 14 | Kentucky        | Tony Kanaan       | Tony Kanaan           | Tony Kanaan       | Andretti-Green | Descrição |
| 15 | Sonoma          | Dario Franchitti  | Dario Franchitti      | Scott Dixon       | Chip Ganassi   | Descrição |
| 16 | Detroit         | Hélio Castroneves | Dario Franchitti      | Tony Kanaan       | Andretti-Green | Descrição |
| 17 | Chicago         | Dario Franchitti  | Sam Hornish Jr.       | Dario Franchitti  | Andretti-Green | Descrição |

## Pontuação
| Pos. | Piloto       | HOM | STP | MOT | KAN | IND | MIL | TXS | IOW | RIC | WGL | NAS | MDO | MIC | KEN | SON | DET | CHI | Pts |
| ---- | ------------ | --- | --- | --- | --- | --- | --- | --- | --- | --- | --- | --- | --- | --- | --- | --- | --- | --- | --- |
| 1    | Franchitti   | 7   | 5   | 3   | 2   | 1   | 2   | 4   | 1   | 1   | 3   | 2   | 2   | 13  | 8   | 3   | 6   | 1   | 637 |
| 2    | Dixon        | 2   | 2   | 4   | 4   | 2   | 4   | 12  | 10  | 2   | 1   | 1   | 1   | 10  | 2   | 1   | 8   | 2   | 624 |
| 3    | Kanaan       | 5   | 3   | 1   | 15  | 12  | 1   | 2   | 16  | 4   | 4   | 18  | 4   | 1   | 1   | 4   | 1   | 6   | 576 |
| 4    | Wheldon      | 1   | 9   | 2   | 1   | 22  | 3   | 15  | 11  | 3   | 7   | 8   | 10  | 12  | 17  | 7   | 3   | 13  | 466 |
| 5    | Hornish, Jr. | 3   | 7   | 5   | 6   | 4   | 9   | 1   | 14  | 15  | 2   | 4   | 14  | 9   | 18  | 5   | 12  | 3   | 465 |
| 6    | Castroneves  | 9   | 1   | 7   | 3   | 3   | 16  | 16  | 8   | 11  | 18  | 6   | 3   | 17  | 9   | 2   | 14  | 4   | 446 |
| 7    | Patrick      | 14  | 8   | 11  | 7   | 8   | 8   | 3   | 13  | 6   | 11  | 3   | 5   | 7   | 16  | 6   | 2   | 11  | 424 |
| 8    | Sharp        | 12  | 11  | 6   | 13  | 6   | 6   | 7   | 3   | 8   | 14  | 7   | 11  | 3   | 6   | 14  | 11  | 5   | 412 |
| 9    | Rice         | 10  | 10  | 10  | 20  | 25  | 18  | 8   | 4   | 5   | 6   | 17  | 8   | 5   | 12  | 11  | 7   | 9   | 360 |
| 10   | Scheckter    | 8   | 6   | 9   | 5   | 7   | 17  | 14  | 19  | 7   | 13  | 11  | 9   | 11  | 5   | 8   | 13  | 20  | 357 |
| 11   | Ma. Andretti | 20  | 4   | 16  | 19  | 24  | 15  | 19  | 2   | 12  | 5   | 5   | 18  | 2   | 4   | 16  | 17  | 22  | 350 |
| 12   | Meira        | 4   | 16  | 17  | 8   | 10  | 5   | 5   | 9   | 9   | 17  | 10  | 17  | 18  | 10  | 9   | 15  | 18  | 334 |
| 13   | Manning      | 13  | 12  | 12  | 11  | 20  | 11  | 13  | 5   | 14  | 9   | 9   | 6   | 15  | 13  | 12  | 4   | 21  | 332 |
| 14   | Foyt IV      | 18  | 13  | 13  | 9   | 14  | 13  | 17  | 12  | 13  | 15  | 12  | 13  | 8   | 3   | 15  | 9   | 10  | 315 |
| 15   | Carpenter    | 6   | 18  | 15  | 17  | 17  | 7   | 18  | 6   | 10  | 12  | 13  | 16  | 14  | 7   | 13  | 10  | 16  | 309 |
| 16   | Matsuura     | 16  | 17  | 18  | 18  | 16  | 11  | 9   | 15  | 17  | 8   | 16  | 12  | 4   | 11  | 10  | 5   | 17  | 303 |
| 17   | Fisher       | 11  | 15  | 14  | 12  | 18  | 14  | 10  | 7   | 16  | 16  | 15  | 15  | 16  | 14  | 17  | 16  | 12  | 275 |
| 18   | Simmons      | 17  | 14  | 8   | 10  | 11  | 10  | 6   | 17  | 18  | 10  | 14  |     |     |     |     |     |     | 201 |
| 19   | Hunter-Reay  |     |     |     |     |     |     |     |     |     |     |     | 7   | 6   | 15  | 18  | 18  | 7   | 119 |
| 20   | Duno         |     |     |     | 14  | 31  |     | 11  | 18  | 19  |     |     |     | 19  |     |     |     | 15  | 96  |
| 21   | Roth         | 15  |     |     | 21  | 28  |     |     |     |     |     |     |     |     |     |     |     | 14  | 53  |
| 22   | Barron       | 19  |     |     | 16  | 15  |     |     |     |     |     |     |     |     |     |     |     |     | 41  |
| 23   | Herb         |     |     |     |     | 32  |     | 20  |     |     |     |     |     | 20  |     |     |     |     | 34  |
| 24   | Briscoe      |     |     |     |     | 5   |     |     |     |     |     |     |     |     |     |     |     |     | 30  |
| 25   | Mutoh        |     |     |     |     |     |     |     |     |     |     |     |     |     |     |     |     | 8   | 24  |
| 26   | Hamilton     |     |     |     |     | 9   |     |     |     |     |     |     |     |     |     |     |     |     | 22  |
| 27   | Mi. Andretti |     |     |     |     | 13  |     |     |     |     |     |     |     |     |     |     |     |     | 17  |
| 28   | B. Lazier    |     |     |     |     | 19  |     |     |     |     |     |     |     |     |     |     |     |     | 12  |
| 29   | Chesson      |     |     |     |     |     |     |     |     |     |     |     |     |     |     |     |     | 19  | 12  |
| 30   | Yasukawa     |     |     |     |     | 21  |     |     |     |     |     |     |     |     |     |     |     |     | 12  |
| 31   | Hearn        |     |     |     |     | 23  |     |     |     |     |     |     |     |     |     |     |     |     | 12  |
| 32   | Unser, Jr.   |     |     |     |     | 26  |     |     |     |     |     |     |     |     |     |     |     |     | 10  |
| 33   | J. Lazier    |     |     |     |     | 27  |     |     |     |     |     |     |     |     |     |     |     |     | 10  |
| 34   | Giebler      |     |     |     |     | 29  |     |     |     |     |     |     |     |     |     |     |     |     | 10  |
| 35   | J. Andretti  |     |     |     |     | 30  |     |     |     |     |     |     |     |     |     |     |     |     | 10  |
| 36   | Moreno       |     |     |     |     | 33  |     |     |     |     |     |     |     |     |     |     |     |     | 10  |
| —    | Jones        |     |     |     |     | NQ  |     |     |     |     |     |     |     |     |     |     |     |     | 0   |
| —    | Kite         |     |     |     |     | NQ  |     |     |     |     |     |     |     |     |     |     |     |     | 0   |
| Pos. | Piloto       | HOM | STP | MOT | KAN | IND | MIL | TXS | IOW | RIC | WGL | NAS | MDO | MIC | KEN | SON | DET | CHI | Pts |

| Cor           | Resultado             |
| ------------- | --------------------- |
| Ouro          | Vencedor              |
| Prata         | 2º lugar              |
| Bronze        | 3º lugar              |
| Verde         | 4º ao 5º lugar        |
| Azul          | 6º ao 10º lugar       |
| Roxo          | 11º lugar em diante   |
| Púrpura       | Não terminou          |
| Vermelho      | Não classificado (NQ) |
| Preto         | Desclassificado (DSQ) |
| Branco        | Não começou (NL)      |
| Marrom        | Substituído (S)       |
| Azul claro    | Apenas treino (AT)    |
| Sem cor       | Não participou        |
| Sem cor       | Lesionado (LES)       |
| Sem cor       | Excluído (EX)         |
|               |                       |
| Negrito       | Pole-position         |
| Itálico       | Líder por mais voltas |
| Rookie do ano |                       |
| Rookie        |                       |

Pontuação por prova
| Posição | 1  | 2  | 3  | 4  | 5  | 6  | 7  | 8  | 9  | 10 | 11 | 12 | 13 | 14 | 15 | 16 | 17 | 18 | 19 | 20 | 21 | 22 | 23 | 24 | 25 | 26 | 27 | 28 | 29 | 30 | 31 | 32 | 33 | PP | VL |
| ------- | -- | -- | -- | -- | -- | -- | -- | -- | -- | -- | -- | -- | -- | -- | -- | -- | -- | -- | -- | -- | -- | -- | -- | -- | -- | -- | -- | -- | -- | -- | -- | -- | -- | -- | -- |
| Pontos  | 50 | 40 | 35 | 32 | 30 | 28 | 26 | 24 | 22 | 20 | 19 | 18 | 17 | 16 | 15 | 14 | 13 | 12 | 12 | 12 | 12 | 12 | 12 | 12 | 10 | 10 | 10 | 10 | 10 | 10 | 10 | 10 | 10 | 1  | 2  |